# EuropaCity
EuropaCity est un ancien projet de mégacomplexe regroupant des loisirs, des équipements culturels, des commerces, des hôtels et restaurants ainsi qu'un parc urbain et une ferme urbaine, qui aurait pu voir le jour en 2027 sur le territoire du « Triangle de Gonesse », sur la commune de Gonesse dans le Val-d'Oise, le long de l'autoroute A1, entre l'aéroport de Paris-Charles-de-Gaulle et l'aéroport de Paris-Le Bourget, à la limite de la Seine-Saint-Denis.
Présenté comme structurant pour le Grand Paris par ses promoteurs, EuropaCity aurait dû bénéficier d'une desserte par transports en commun envisagée dans un premier temps par une nouvelle antenne du RER D dite barreau de Gonesse (faisant la jonction du RER D et du RER B, jonction abandonnée mais préfigurée par le TCSP Barreau de Gonesse), puis dans un second temps par la ligne 17 du Grand Paris Express avec la station de Gonesse. Le porteur du projet était Alliages et Territoires, filiale de Ceetrus (ex-Immochan), filiale du groupe Auchan, associé au groupe chinois Wanda.  
EuropaCity constituait un investissement privé de 3,1 milliards d'euros. Le portage de la zone d'aménagement concerté (ZAC) et la gare qui auraient permis l'implantation de ce projet, ses infrastructures, ses réseaux, ses espaces publics, était assuré par l'établissement public d'aménagement (EPA) Plaine de France. Selon l'expert nommé par la Commission nationale du débat public (CNDP), le projet aurait eu un solde positif d'environ 8 000 emplois. Ce nombre est cependant contesté, d'autres experts évoquant une perte d'emplois équivalente par « cannibalisme commercial », due à une offre concurrente pléthorique dans un espace proche.
La pertinence et la dimension du projet d'aménagement dans son ensemble (gare, ZAC et EuropaCity) sont contestées depuis l'origine, notamment quant à son impact environnemental et l'artificialisation de terres agricoles qu'il implique et ce malgré l'effort fait par les collectivités du Roissy-Pays de France qui ont sanctuarisé 400 ha de terres agricoles d'un seul tenant dans le Triangle de Gonesse, rendu 600 ha à l'agriculture dans les PLU des communes  et épargné 16 000 ha  de terres agricoles dans le schéma de cohérence territoriale (SCOT) de la communauté d'agglomération Roissy Pays de France.
En novembre 2019, le projet est définitivement abandonné.

## Historique du projet
Selon Vianney Mulliez, l'État aurait décidé de développer une zone d'aménagement concertée de 280 hectares (dont 80 pour EuropaCity) dans le Triangle de Gonesse afin de créer de l'activité économique et des emplois après les émeutes de 2007 à Villiers-le-Bel.

### 2012-2014: consultation d'architectes, labellisation «Grand Paris», appui des pouvoirs publics
Le 17 janvier 2012, les quatre cabinets d'architectes consultés (Valode et Pistre, Manuelle Gautrand, Bjarke Ingels (BIG) et Snøhetta) présentent aux membres du comité de pilotage les premières esquisses de leurs projets architecturaux. 
Le 7 février 2012, EuropaCity se voit remettre le label Grand Paris par Maurice Leroy, ministre de la Ville chargé du Grand Paris et Patrick Braouezec, président de Paris Métropole.
Lors du Marché international des professionnels de l'immobilier de Cannes (du 6 au 9 mars 2012), les quatre équipes proposent des maquettes de leur projet. Le lauréat de cette consultation internationale d'architectes est désigné au printemps 2013 après la remise d'un avis consultatif du comité de pilotage et la décision du maître d'ouvrage ; il s’agit de l’agence Bjarke Ingels Group (BIG) qui est choisie pour concevoir le schéma directeur du projet en association avec Scau, Setec, Transsolar, Base et Michel Forgue. Le calendrier est alors une fin de conception du schéma directeur pour octobre 2014, un début des travaux pour 2019 et la réalisation des premiers emplacements pour 2021 et 2022.

En décembre 2014, Laurent Fabius, ministre des Affaires étrangères et du Développement international, déclare : 

« Avec la création prévue de 11 500 emplois directs non délocalisables […], EuropaCity est un projet majeur. Il structurera notre territoire et contribuera à sa vitalité économique. Ce n'est pas un hasard si ce projet recueille une majorité d'opinions favorables. »

Le 14 octobre 2015, EuropaCity annonce trois partenariats d'études avec la Réunion des musées nationaux et du Grand Palais des Champs-Élysées, Universcience et le musée de l'Air et de l'Espace pour élaborer l'offre de son pôle culturel.
Le 16 février 2016, la CCI Paris - Île-de-France s'associe au développement du projet EuropaCity. Elle contribuera, dans le cadre d’une convention de 3 ans, à la mise en place d’un dispositif de formation, à la réalisation d’une expertise sur la prospective commerciale et à l’insertion économique du projet au niveau local, en faveur de la création d’emplois.

### 2016-2017: accord Immochan-Wanda Group, lancement du débat public
Le 26 février 2016, Immochan (devenu Ceetrus) et le groupe chinois Wanda Group annoncent avoir conclu un contrat d'investissement pour réaliser ensemble EuropaCity. Wanda Group contribuera au financement du projet et apportera son expertise et son savoir-faire, en termes de loisirs, d’hôtellerie et de divertissement.
Le maître d'ouvrage d'EuropaCity a saisi la Commission nationale du débat public pour lancer un débat autour du projet. Dans une démarche de transparence et de démocratie participative, le débat vise à informer et à faire participer les habitants du territoire à l'élaboration du projet. Ce débat public autour du projet a lieu du 15 mars au 30 juin 2016.[réf. nécessaire]
En mars 2017, EuropaCity rejoint Cap digital, le pôle de compétitivité et de transformation numérique, pour mettre l'accent sur l'innovation digitale. EuropaCity lance une phase de concertation post-débat public avec les habitants du territoire, sous l'égide de la Commission nationale du débat public.
À l'été 2017, les autorités chinoises ordonnent aux principales banques du pays de ne plus accorder de prêts au groupe qui avait continué à multiplier les investissements à l'étranger dans un contexte d'inquiétude sur l'endettement chinois. Cette décision génère des questions quant à la poursuite de l'implication du groupe dans EuropaCity. Cela ne devrait cependant pas remettre en question la participation du groupe Wanda dans EuropaCity. En effet, le contrat intervenu en février 2016 entre Immochan et Wanda a été validé et approuvé par les autorités chinoises en septembre 2016.[réf. nécessaire] Contrairement à d'autres investissements de Wanda hors de Chine, EuropaCity est un partenariat avec un grand groupe français, Auchan, lui-même présent en Chine avec des partenaires chinois.

### 2017 à 2019: reconfiguration puis abandon du projet

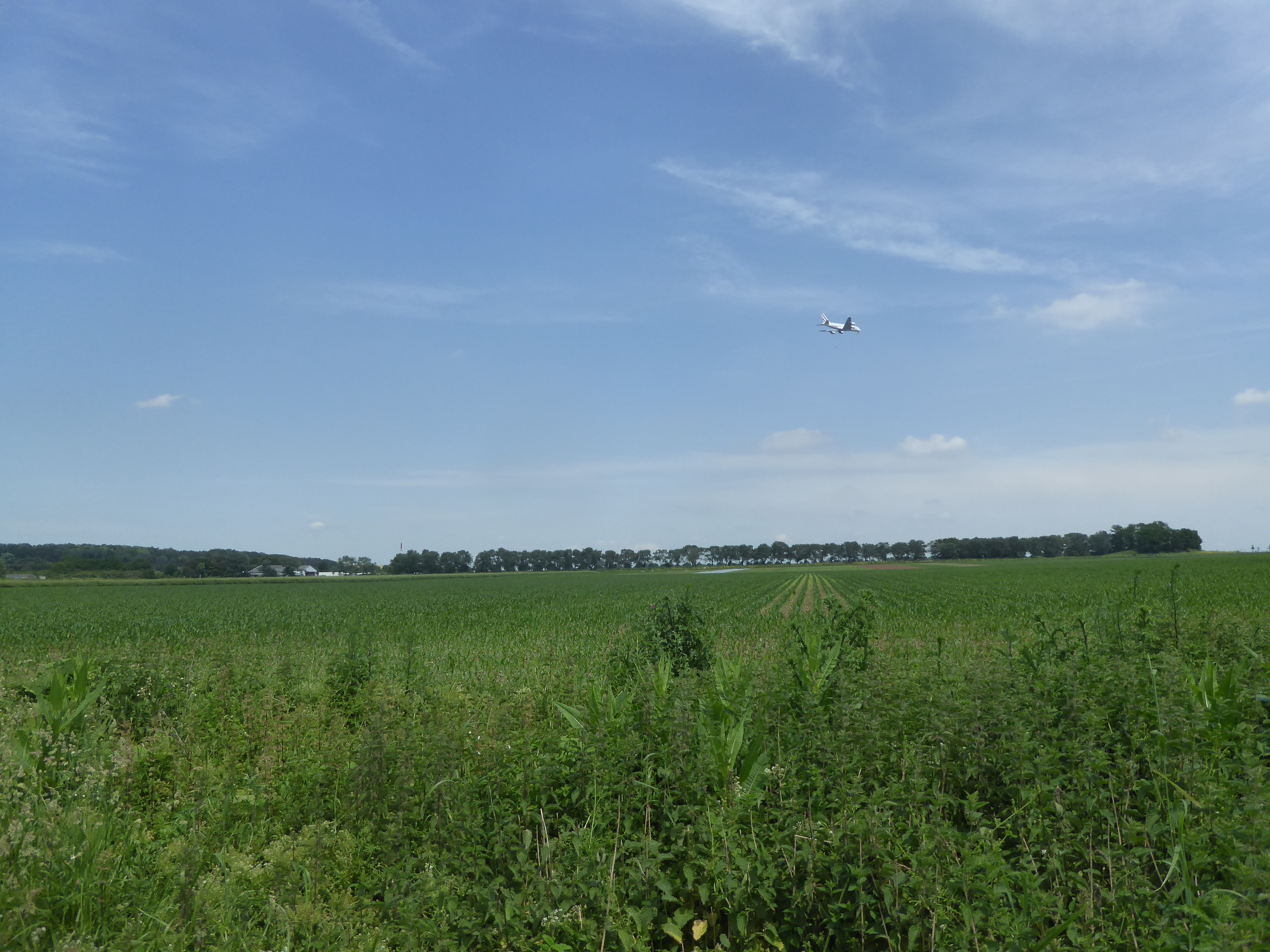
Une vue des terres du Triangle de Gonesse, vers le chemin de la Justice.

Le 25 août 2017, à la suite de l'enquête publique, un avis défavorable est rendu par le commissaire enquêteur sur la révision du plan local d'urbanisme de Gonesse et sur le projet d'urbanisation de 300 hectares de terrain (dont 80 par EuropaCity). Le commissaire fait état « des impacts environnementaux négatifs importants à très importants [en particulier s’agissant de la consommation massive de] terres agricoles fertiles les plus proches de la capitale (…) favorables à l’autosuffisance alimentaire et aux circuits courts » et souligne notamment aussi les conséquences de l’imperméabilisation des sols et des atteintes à la biodiversité. Bien que ce rapport n'ait qu'une valeur consultative, celui-ci s'ajoute aux autres avis négatifs de l’Autorité environnementale (sur le PLU de Gonesse et la ZAC), la Commission départementale de la préservation des espaces naturels, agricoles et forestiers (CDPENAF) et à l'opposition de la chambre d’agriculture régionale.
Fin août 2017, le ministre chargé de l'environnement, Nicolas Hulot, se montre lui aussi réticent : « Si on continue à consommer avec une telle gourmandise nos terres agricoles, à un moment se posera la question de notre souveraineté alimentaire […]. Les terres agricoles doivent rester des terres rares qu’il faut protéger. ». Quelques semaines plus tard, le ministre évoque une réflexion sur une taxation de l'artificialisation des sols, qui permettrait également de financer la préservation de la biodiversité. Il en appelle aux élus locaux et leur « capacité à discerner, dans l’artificialisation des sols, ce qui est nécessaire de ce qui est superflu (…) en partant du principe que les sols nus, et a fortiori les terres agricoles, doivent être considérés comme des terres rares ».
Le conseil municipal de Gonesse vote le 25 septembre 2017 une révision du PLU ayant pour effet de rendre constructibles des projets à vocation commerciale sur les 300 hectares de terres agricoles du Triangle de Gonesse (sur 700 hectares au total) qui étaient inscrites au schéma directeur de la région Île-de-France (SDRIF); permettant ainsi la création d’une zone d'aménagement concerté (ZAC), mais le Collectif pour le Triangle de Gonesse annonce le dépôt prochain d'un recours.
Le 27 septembre 2017, les équipes d'EuropaCity présentent le nouveau plan de masse et les évolutions du projet lors d'une conférence de presse au sein de leurs locaux, en présence de Jean-Pierre Blazy, maire de Gonesse, et de Thierry Lajoie, président-directeur général de Grand Paris Aménagement.
Des doutes sont exprimés en octobre 2017 sur la réalisation de la future ligne 17 du métro de Paris devant desservir le triangle de Gonesse, et essentielle au projet EuropaCity, en raison de surcoûts possibles sur d'autres lignes et alors que le projet CDG Express semble lui sur les rails. En novembre 2017, un collectif se crée pour soutenir l'urbanisation du triangle de Gonesse. En février 2018, le projet de ligne est confirmé par le Gouvernement mais l'ouverture du premier tronçon jusqu'au triangle de Gonesse reporté à 2027. 
Le 6 mars 2018, le tribunal administratif de Cergy-Pontoise, saisi par des associations, annule l'arrêté préfectoral de création de la ZAC « Triangle de Gonesse », en raison de l'insuffisance de l'étude d'impact sur les questions environnementales, notamment quant aux émissions de CO2 que l'aménagement induirait. David Lebon, directeur du développement d’Europacity a indiqué que cela ne signifiait pas la fin du projet. L’État interjette appel de cette annulation en mai 2018. 
Le 19 juillet 2018, Bruno Ferry-Wilczek, le commissaire enquêteur chargé du rapport de la commission d'enquête sur l'aménagement de la ZAC du Triangle de Gonesse, sur laquelle est prévue l'installation du complexe touristique et commercial EuropaCity, donne un avis favorable à l'ensemble du projet : « En conséquence, le commissaire enquêteur émet un avis favorable sur l’utilité publique de l’opération projetée et sur les acquisitions foncières nécessaires à sa mise en œuvre, sur son objet, sur ses motivations comme sur sa taille et son emprise, tels que définis dans l’ensemble des documents soumis à l’enquête publique ».
Début septembre 2018, le promoteur confirme que l'État souhaite l'amendement du projet, à l'occasion du renouvellement d'une convention de 2015 entre les deux parties. Le 20 décembre 2018, le préfet du Val-d'Oise prend un arrêté déclarant d'utilité publique l'opération d'aménagement du Triangle de Gonesse. Cette décision s’appuie sur l’avis favorable de l’enquête publique qui soulignait en juillet 2018 que « le biotope actuel est particulièrement pauvre » et que « les mesures compensatoires [aux aménagements] seront aisément de nature à augmenter la biodiversité et préserveront une partie des capacités d'infiltration des eaux dans le substratum ».
En octobre 2018, la station Gonesse et celle du Bourget Aéroport obtiennent leur permis de construire,.
Le 17 janvier 2019, un sondage Odoxa réalisé du 27 novembre au 5 décembre 2018 affirme que 81 % des personnes interrogées (résidant autour du futur parc d'activités) s'y disent favorables ; deux éléments qui viennent renforcer le projet — bien que 59 % n'en aient jamais entendu parler — mais aussi que 78 % des Franciliens trouvent justifiées les inquiétudes des opposants qui reprochent le sacrifice des terres agricoles situées sur le Triangle de Gonesse,.
Le 12 mars 2019, suivant l'avis du rapporteur public, le plan local d'urbanisme de la commune de Gonesse, convertissant 280 hectares d'espaces agricoles pour la réalisation du projet, est annulé par le tribunal administratif de Cergy-Pontoise ; le maire annonce son intention de faire appel. En juillet 2019, la Cour d'appel administrative de Versailles annule le jugement en première instance du 6 mars 2018, estimant que l’étude d’impact « ne présente pas d’insuffisances qui auraient nui à l’information complète de la population ou exercé une influence sur la décision de l’autorité administrative, ».
Le 7 novembre 2019, Emmanuel Macron, président de la République, annonce l'abandon du projet,. Les promoteurs du projet auraient par la suite été approchés par la ville de Londres pour implanter le concept à proximité de la capitale britannique.
À la suite de l’annonce de l’abandon du projet, les défenseurs du projet, tel que le Collectif des vrais gens, soulignent leur « déception immense ». Jean-Pierre Blazy, maire de Gonesse, déplore « une décision incompréhensible et inacceptable ». Pour compenser l'abandon de ce projet, la Région a donné 1 milliard d'euros pour le département.

## Contenu du projet

### Projet initial (2013)
Quatre équipes d'architectes se sont disputé la conception de cette immense opération. Il y avait deux agences françaises : Valode et Pistre, qui a réalisé notamment le stade Pierre-Mauroy en périphérie de Lille, et Manuelle Gautrand Architecture connue pour le Citroën C42 sur l'avenue des Champs-Élysées. Deux agences étrangères étaient également en lice : le très médiatique danois BIG et le norvégien Snøhetta, auteur de l'opéra d'Oslo.
- Le projet des Français de Valode et Pistre[47] se veut être un grand nuage qui couvre le site avec des porosités pour faire mieux aérer le complexe commercial. Les architectes ont cherché à faire « Une organisation matricielle, posée comme sur un plateau de cinéma, qui garantit l'imbrication des commerces, des loisirs et de la culture avec les univers thématiques européens qui se structurent le long des espaces de promenade de la rivière ».
- Le projet de la Parisienne Manuelle Gautrand[48] consiste en sept grands cercles qui s'enveloppent entre-eux, rappelant ainsi que la nature n'est pas constituée de lignes droites, mais bien de courbes organiques.
- Le projet des Norvégiens de Snøhetta[49] consiste en une grande plaque de champs qui se décolle pour laisser apparaitre le centre commercial. La particularité de ce projet résidait dans sa volonté à conserver des terres agricoles et à mettre en avant le travail des agriculteurs.
- Le projet de BIG[50], qui est le lauréat, prend la forme d'un grand anneau qui s'incline devant l'aéroport de Paris-Le Bourget. Cet anneau s'étire pour reprendre les formes triangulaires du site. Une grande place nommée « Place de l'Europe » est au cœur du projet, c'est de cette place que l'ensemble des grandes allées s'échappe.

#### Contenu de l'offre
Le site ouvrirait en 2024 et proposerait à terme :
- 150 000 m2 de surfaces de loisirs dont un parc à thèmes, un parc aquatique, ou un parc des neiges et un parc d'aventure ;
- 50 000 m2 de surfaces culturelles dont une salle circulaire pouvant accueillir un cirque permanent, une salle de spectacles, une grande halle d'expositions, un espace culturel à destination du jeune public, un centre culturel consacré au cinéma ;
- 2 700 chambres d'hôtels ;
- 230 000 m2 de surfaces commerciales ;
- 100 000 m2 de parc urbain ;
- 100 000 m2 d'espaces en plein air à usage public ;
- 70 000 m2 de ferme urbaine ;
- 20 000 m2 de restaurants ;
- 20 000 m2 pour les congrès et séminaires.

Par ailleurs, EuropaCity affirme s'être fixé dix objectifs principaux destinés à améliorer la qualité de vie, regroupés sous l'appellation « Living City ».

### Deuxième version du projet (2017)
À la suite des critiques formulées (cf. infra) et du débat public, BIG, avec la participation du bureau d'architecture espagnole L35, a revu le plan directeur d'EuropaCity. Le nouveau projet « EuropaCity 2.0 » est dévoilé le 27 septembre 2017 et se présente comme « une évolution profonde (…) pour qu’EuropaCity ressemble vraiment à un quartier. » Désormais conçu comme un ensemble urbain, à l'image d'un quartier ouvert sur son environnement et notamment le futur développement de la ZAC du Triangle de Gonesse, il donne lieu à de nouveaux concours internationaux d'architecture, lancés en juillet 2017 pour la réalisation de huit bâtiments différents abritant des activités de loisirs, culturelles et des hôtels. 

### Troisième version du projet (2019)
Le 4 octobre 2019, Benoît Chang, directeur général d'Alliages & Territoires, annonce une troisième version du projet basée sur un objectif zéro carbone à partir de l'ouverture, en 2027, en exploitant des matériaux de construction bas-carbone. Il annonce également une compensation de la surface artificialisée dans le cadre du projet (80 hectares) par la renaturation d'une surface équivalente. La nouvelle version du projet comprend la plantation de 4 000 arbres ainsi que la réintroduction d'espèces animales. 
La configuration du projet est également modifiée, la surface consacrée aux commerces étant « presque divisée par trois » au profit des espaces de cultures et de loisirs (les deux tiers du site) et des espaces naturels (entre un cinquième et un quart de la surface). 
Les promoteurs du programme ont également annoncé soutenir le programme gouvernemental « Action cœur de ville » en faveur des centres-villes de 222 communes.

### Impact socio-économique du projet

#### Emploi et dynamisme économique
Une étude de septembre 2015 sur l’empreinte socio-économique du projet estime que les retombées économiques d’EuropaCity pourraient être importantes pour toute la zone : 903 millions d’euros estimés pour les 22 communes du Grand Roissy, 1,648 milliard pour l’Île-de-France. En prenant en compte l’ensemble des impacts directs, indirects et induits par le projet, « EuropaCity devrait contribuer pour environ 2,5 milliards d’euros au PIB national annuel et soutenir ainsi plus de 41 000 emplois ».
Selon Arnaud Degorre, expert nommé par la CNDP pour établir une note d'analyse des estimations d'emplois liés au projet en juin 2016, le projet générerait 3 500 emplois à l'année sur une période de quatre ans et demi, dans sa phase de réalisation. Il estime le nombre d'emploi directs créés en phase d'activité à 10 115 dont les promoteurs estiment que « 75% seront accessibles, après une formation, aux jeunes du territoire » dans un secteur où le chômage des jeunes atteindrait selon eux 35%. Par ailleurs, selon cette étude, le projet, par la concurrence qu'il constituera, « détruirait 2000 à 2 700 emplois », ce qui, déduction faite, amènerait à un chiffre net d’emplois créés « estimé entre 7 400 et 8 100 emplois ». Les emplois indirects induits par l'activité économique générée par le projet sont estimés à 8 000 à 10 000 sur la France entière par l'expert. Un quart pourrait l'être en proximité géographique d'EuropaCity. En hypothèse basse, le bilan global en créations nettes d'emplois de l'expert est donc de 15 300 emplois, dont 10 115 directs et 6 300 (directs et indirects) pourvus par les actifs du territoire. Le 14 mai 2019, les promoteurs d’Europacity lancent « Europacity Compétences » une association qui doit permettre d’« accélérer et de coordonner la montée en compétences et qualification du bassin d’emploi du Grand Roissy Le Bourget ». Pour optimiser le recrutement d’ici 2027 lors de l’ouverture du site, Europacity Compétences promet de tisser un réseau entre les associations et les entreprises locales pour mieux orienter les demandeurs d’emploi de la région. Pour la société Alliage et Territoire, cette structure doit permettre de mieux répondre aux offres d’emplois actuellement vacantes sur le territoire et ainsi améliorer la montée en compétences de la zone.
En Île-de-France, plusieurs centres commerciaux ouverts durant les années 2010 sont loin de remplir leurs objectifs de fréquentation comme Le Millénaire à Aubervilliers, So Ouest à Levallois-Perret) ou One Nation Paris (Les Clayes-sous-Bois) figurant parmi les 24 inaugurations recensées sur la décennie. Dans le Grand Paris il y a déjà 218 "malls" (grands centres commerciaux).
Cependant en octobre 2019, Marie-Christine Cavecchi, présidente (LR) du conseil départemental du Val-d'Oise affirme « Je n’ose croire qu’il puisse arriver malheur à EuropaCity car sinon, les Gilets jaunes auront été de la gnognotte à côté de la colère que cette décision déclenchera », en faisant allusion au taux de chômage des jeunes qui atteint 50 % dans certains quartiers des villes environnantes. En 2005 puis surtout en 2007, des émeutes ont secoué Villiers-le-Bel, une commune qui affiche 35 % de taux de pauvreté et 21 % de chômage.

#### Transports
Le projet est étroitement lié à la réalisation de la ligne 17 du métro Grand Paris Express et à la station Gonesse. Cette liaison est fondamentale pour le projet dont les promoteurs prévoient que 50 % des visiteurs s'y rendraient via la ligne 17. Benoît Chang, directeur du projet EuropaCity, avance que la ligne 17 réduirait sensiblement les temps de trajets entre le territoire et les zones d'emplois de l'aéroport de Roissy et de La Défense. Cependant, le gouvernement a reporté en février 2018 sa mise en service en 2027 (liaison Triangle de Gonesse-Le Bourget) ou 2030 (liaison Roissy-Triangle de Gonesse) et aucune date n'est évoquée pour un prolongement vers La Défense. Le 17 septembre 2018, le permis de construire de la gare Gonesse, sur la future ligne 17, est validé par le préfet du Val-d’Oise, mais en 2019 le doute demeure sur l'opportunité de réaliser cette ligne.
En janvier 2019, le génie civil (tunnel, tranchées) de la section de la ligne menant au Triangle de Gonesse et de la gare elle-même sont attribués au groupement d'entreprises européennes « Avenir ». Ce groupement est constitué de : Demathieu Bard Construction (mandataire), Impresa Pizzarotti & C. S.P.A., Implenia France SA, Implenia Suisse SA, Implenia Spezialtiefbau GmbH, BAM Contractors, GALERE, Wayss & Freytag Ingenieurbau AG (cotraitants). Le démarrage de la construction de la gare est prévu en 2019 pour une livraison en 2027.
Selon les porteurs de projet, EuropaCity serait un site exemplaire sur le plan environnemental. Plus de 50 % des déplacements seront réalisés en transports collectifs. Les opposants occupent symboliquement le siège de la Société du Grand Paris le 26 septembre 2019 arguant que cette gare induirait des déplacements automobiles nouveaux : « ce métro n'est pas une économie de dioxyde de carbone à venir car il est fait pour anticiper les déplacements en voiture en plus et pas en moins ». Dans un entretien en octobre 2019, Vianney Mulliez confirme viser « 30 millions de visiteurs par an à EuropaCity, qui viendraient pour la moitié d'entre eux en transports en commun » et moitié par la route.
Du 7 février 2021 au 23 février, des manifestants ont occupé le site du début des travaux de la gare dans le cadre d'une zone à défendre (ZAD). Les occupants demandaient son abandon car la gare, prévue en plein champ, menacerait plusieurs hectares de terres agricoles et marquerait le départ de l’artificialisation de ces 280 hectares de terres. La friche occupée par l'ex-ZAD du triangle de Gonesse appartient à l’établissement public foncier d'Île-de-France (EPFIF), d’après le Collectif pour le Triangle de Gonesse (CPTG). La zone est évacuée sans heurt par la police, le 23 février, pour permettre la reprise du chantier.

## Critiques, controverses et procédures

### Architecture, urbanisme
L'architecture mais aussi sa dimension urbaine compte tenu de sa surface sont décriées par nombres d'architectes et d'urbanistes, ils reprochent principalement l'absence de liens poreux avec le tissu urbain voisin, en l'occurrence les terrains de l'ancienne usine PSA d'Aulnay-sous-Bois.

### Impact écologique
En mars 2011, le Collectif pour le Triangle de Gonesse s'est constitué en réaction à l'annonce du projet EuropaCity, considéré comme un exemple criant de GPI, « grand projet inutile ». Il regroupe une quinzaine d'associations, dont quatre départementales — Les Amis de la Terre Val-d'Oise, Environnement 93, Mouvement national de lutte pour l'environnement (MNLE), 93 et Val-d'Oise Environnement — et a reçu le soutien de FNE Île-de-France.

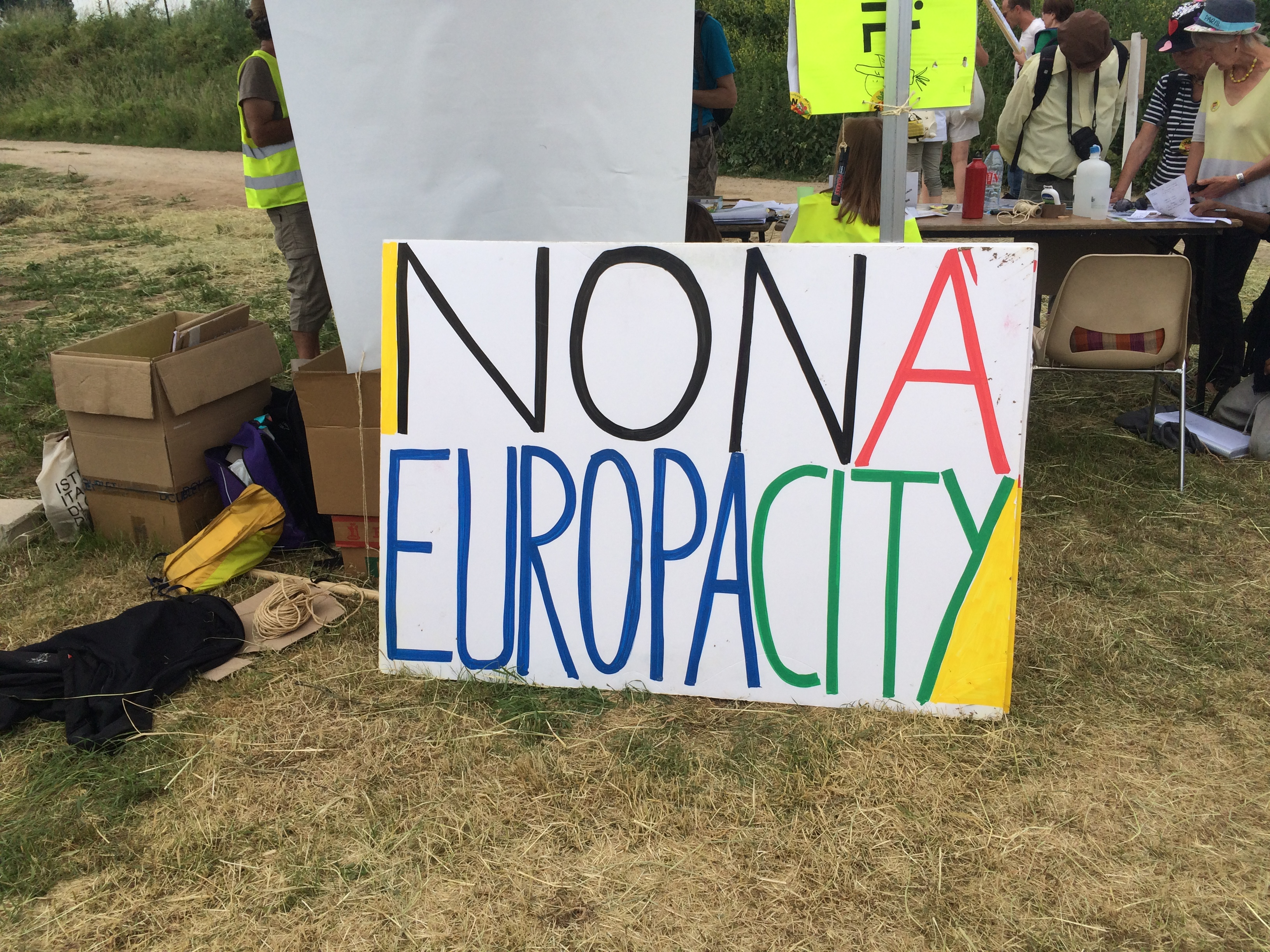
Pancarte lors d'une manifestation contre le projet EuropaCity.

Le groupe Auchan a été nommé au prix Pinocchio du développement durable pour l'année 2012 dans la catégorie « plus vert que vert », prix décerné chaque année par l'association Les Amis de la Terre, en partenariat avec le Centre de recherche et d’information pour le développement (CRID) et l'association Peuples solidaires pour dénoncer publiquement le double discours écologique. 36 % des internautes ont voté pour attribuer ce prix à Auchan, plaçant l'enseigne au 2e rang derrière Lesieur. Le principal reproche fait au projet est le coût écologique, notamment l'occupation de 280 hectares de terres agricoles fertiles, dans une région dont l'autonomie alimentaire est déjà inférieure à 10 %. Selon l'EPA Plaine de France, la perte de production induite serait de 25 000 tonnes de blé tendre par an.
L'opposition à ce projet prend de l'ampleur avec des manifestations en mai 2017, puis en mai 2018, en considérant l'aspect symbolique de l'artificialisation des sols dans une région déjà très fortement touchée par ce phénomène. Cependant, le triangle de Gonesse représente une zone de 750 hectares et dans le cadre de l'aménagement du territoire réclamé par l'État, 400 hectares ont été "sanctuarisés" par l’État. Seuls 280 hectares seraient aménagés, dont seulement 80 pour Europacity,. 
Le journal Libération publie, le 30 novembre 2017, une lettre ouverte « contre la folie EuropaCity », signée par de nombreuses personnalités politiques, militantes et engagées, parmi lesquelles se trouvent José Bové, Naomi Klein, Christiane Lambert (présidente de la FNSEA), Corinne Lepage, etc.. Le 8 décembre 2017, Benoît Chang, directeur général d'EuropaCity, répond par une tribune « EuropaCity : sortir de l'hypocrisie et de la caricature » dans le même quotidien et défend « un projet touristique, créateur d'emploi, respectueux de la transition écologique » et accuse les auteurs de la lettre ouverte d'une « enfilade de contre-vérités, beaucoup de mauvaise foi et un zeste de démagogie. »
Au-delà du seul projet EuropaCity , les écologistes s'inquiètent de l'artificialisation de 1 300 hectares de sols dans le nord francilien : ZAC du triangle de Gonesse sur 300 ha (dont 80 ha pour EuropaCity), un terrain de golf sur 80 ha ; la gare de fret Carex sur 116 ha ; Aerolians, investi par des grossistes chinois de la porte d’Aubervilliers et destiné à accueillir des bureaux, des hôtels et des restaurants sur 200 ha , etc..
En septembre 2019, quelques jours après que le président de la République Emmanuel Macron ait parlé à la tribune des Nations-Unies de « zéro artificialisation nette des sols », la ministre de l'écologie Élisabeth Borne ouvre une mission de concertation entre les différents acteurs et opposants au projet. Le directeur du développement d’EuropaCity David Lebon déclare que « le Gouvernement a un problème d’image et de communication politique » et regrette qu'il « n’assume pas son opération d’aménagement ». Selon Le Monde, le Gouvernement pourrait mettre le projet commercial en pause le temps de rechercher un autre projet d'aménagement, mais l'annulation d'EuropaCity menacerait l'équilibre financier de la ZAC. En réaction, le directeur général Benoît Chang annonce une nouvelle révision de son projet : « Nous aurons un projet zéro carbone dès 2027, dès la phase chantier, c’est-à-dire avant la date de 2050 prévue par l’accord de Paris (…) Nous allons compenser nos 80 hectares par 80 hectares de renaturation ». Il annonce également la plantation de 4 000 arbres et 100 % d’énergies renouvelables pour le fonctionnement du complexe.

### Philosophie «consumériste» du projet
En avril 2015, quatre-vingt-trois personnalités signent dans Mediapart une tribune intitulée « Europacity ou le passage en force des pouvoirs publics », dénonçant l'absurdité de ce projet et l'absence de consultation démocratique. Ce projet, décrit comme « un nouveau temple du consumérisme alors que la région est déjà saturée d'hypermarchés », est selon l'essayiste et journaliste Éric Conan, « contraire à tous [les] engagements [des élus locaux] de la COP21, tenue au Bourget, à 2 km du site. […] Cette bétonisation climatisée et ses 60 millions de déplacements annuels infirment toutes leurs promesses sur le bilan carbone. Et surtout, ils renient leurs belles promesses sur l'agriculture ».

### Projet «Les paysans du par ici» du groupement Carma
Le projet qui ne se présente pas alternatif mais différent « Les paysans du par ici » du groupement Carma (Coopération pour une ambition rurale, métropolitaine et agricole) entend protéger les terres agricoles du Triangle de Gonesse en y installant un pôle de recherche et de formation à l'agriculture innovante, du maraîchage et de la production céréalière couplés à des activités de transformation et de commercialisation des produits, ainsi qu'une unité de méthanisation. Constitué pour répondre à l'appel à projets « Inventons la métropole du Grand Paris » lancé par la MGP et la Société du Grand Paris, il reçoit le trophée Convergences 2017, qui récompense des projets portés par une entité solidaire en partenariat avec une entité publique et/ou une entité privée, ayant pour but un fort impact social et/ou environnemental et ayant un caractère innovant et réplicable,. Conçu par des urbanistes, des agronomes et des économistes, Carma consiste à substituer aux cultures céréalières intensives du triangle de Gonesse un pôle d’excellence de l’agroécologie périurbaine. Pour Anne Gellé, de l'association Terre de Liens, « Avec ce projet, nous proposons aux collectivités de transformer le triangle de Gonesse en zone de production maraîchère, céréalière et d’élevage de qualité, Nous pourrions ainsi fournir, en circuit court, des produits frais et sains aux habitants d’Île-de-France ».
Par sa dimension, le projet Carma se situe à une échelle différente d'EuropaCity. Son volet socio-économique s'inscrit dans l'économie sociale et solidaire comprend 1,7 million d'euros d’investissements (3,1 milliards d'euros pour EuropaCity), 11 emplois permanents, contre 10 000 revendiqués par EuropaCity. Par ailleurs, la faisabilité économique du projet semble peu étayée. Il n'intègre pas, par exemple, le coût de l'achat des terrains dans son budget.[réf. nécessaire]

### Opposition des centres commerciaux voisins
À un kilomètre du site prévu, le centre commercial O'Parinor, ouvert en 1974, regroupe 210 commerces à Aulnay-sous-Bois. Il avait dû se rénover après l'ouverture, en 2013, du concurrent Aéroville à Roissy-en-France, regroupant 200 commerces. Opposé au projet Europacity, la direction de O'Parinor estime qu'« on devra forcément fermer des commerces et supprimer des emplois ». Le collectif de commerçants « Europas Du Tout », citant une étude du cabinet McKinsey de 2016, juge de son côté que « EuropaCity détruira plus de 8 000 emplois dans un périmètre de 20 kilomètres ».
En septembre 2018, la société Aéroville, filiale de la foncière immobilière Unibail-Rodamco, dépose un recours contentieux contre le plan local d'urbanisme (PLU) de la ville de Gonesse. En mars 2019, le tribunal administratif de Cergy-Pontoise prononce l'annulation du PLU de la ville de Gonesse, qui annonce son intention de faire appel.
Le 1er août 2019, Alain Boulanger, porte-parole historique des commerçants d'Aulnay-sous-Bois, à l'initiative d'Europas Du Tout, quitte le collectif, qu'il juge « gangrené » par les centres commerciaux, dénonçant l'instrumentalisation des petits commerçants.

### Revente des terrains par les pouvoirs publics
Le 27 juin 2017, Mediapart publie un nouvel article dénonçant la revente des terrains par les pouvoirs publics 500 fois plus cher que l'indemnisation d'éviction que toucheront les fermiers du Triangle de Gonesse. La plus-value réalisée par l'État sur la revente des terrains doit permettre de financer les équipements publics de la zone comme la Gare du Grand Paris Express.

## Film documentaire
En 2021, EuropaCity fait l'objet d'un documentaire intitulé Douce France ; réalisé par Geoffrey Couanon, il met en scène des lycéens de Tremblay-en-France qui, dans le cadre d'un projet pédagogique, rencontrent les différents protagonistes de ce projet.